# Nowosielica (rejon starokonstantynowski)
Nowosielica (ukr. Новоселиця) – wieś na Ukrainie, w rejonie starokonstantynowskim w obwodzie chmielnickim.
Prywatna wieś szlachecka, położona w województwie wołyńskim, w 1739 roku należała do klucza Konstantynów Lubomirskich.

## Pałac
- Pałac w Nowosielicy wybudowany w stylu angielskiego gotyku. Front zdobiła attyka z wieżyczkami. Własność Giżyckich[4]. W okresie rewolucji październikowej mieszkała tu Zofia Kossak, która napisała autobiograficzną książkę  Pożoga.

## Linki zewnętrzne

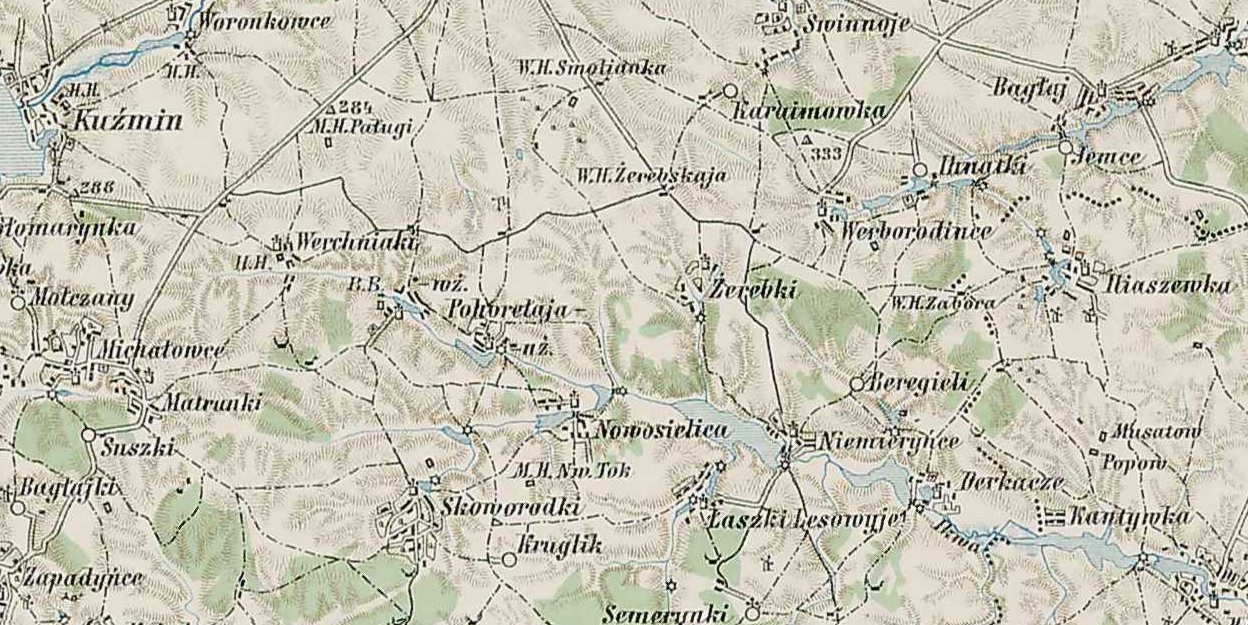
Nowosielica na mapie woj. Austro-Węgier (1: 200 000) 1910 r.